# Dangiel II

Herb

Dangiel II – polski herb szlachecki.

## Opis herbu
Opis zgodnie z klasycznymi regułami blazonowania:
W polu zielonym na pasie srebrnym, dwa liście winne złote wierzchołkami ku sobie zwrócone. W szczycie hełmu trzy pióra strusie.

## Najwcześniejsze wzmianki
Jakób Danielecki wziął w dzierżawę Brzozdowiec 1595 r. Rodzina w województwie sieradzkim zamieszkała, Tomasz Danielecki syn Andrzeja 1771 r. Właściciel dóbr Pukarzew, Pierzaki, Mosty. Według Uruskiego, za rodzinną tradycją, rodzina ta miała być gałęzią Danglów herbu Dangiel, która, osiadłszy w sieradzkim w XVII wieku odmieniła nazwisko na Danielecki. Z tej rodziny mieli pochodzić Danglowie: Fryderyk, kanonik warszawski w 1601 i Jan, włościanin w ziemi warszawskiej w 1605. W 1697 Marcin Danielecki podpisał elekcję z województwem lubelskim.

## Herbowni
Dwie rodziny herbownych:
Dangiel, Danielecki
.